# Sent Grapasi de la Linda
Sent Grapasi de La Linda (en francès Saint-Capraise-de-Lalinde) és un municipi francès situat al departament de la Dordonya i a la regió de la Nova Aquitània.

## Demografia
| 1962                                       | 1968 | 1975 | 1982 | 1990 | 1999 | 2007 |
| ------------------------------------------ | ---- | ---- | ---- | ---- | ---- | ---- |
| 460                                        | 485  | 506  | 555  | 584  | 532  | 550  |
| Des de 1962: població sense dobles comptes |      |      |      |      |      |      |

## Administració
| Període   | Identitat         | Partit |
| --------- | ----------------- | ------ |
| 1995-2008 | Jean-Claude Laval |        |
| 2008-     | Laurent Péréa     | PCF    |